# Боселева
Боселева (Bosalewa, Boselewa, Bosilewa, Mwani’u) — находящийся под угрозой исчезновения немногочисленный австронезийский язык, на котором говорят на северном берегу острова Фергуссон провинции Милн-Бей в Папуа-Новой Гвинее. Боселева на 61 % в лексике схож с языком галея.